# Castelguidone
Castelguidone ist eine Gemeinde (comune) in Italien mit 285 Einwohnern (Stand: 31. Dezember 2023) in der Provinz Chieti in den Abruzzen. Die Gemeinde liegt etwa 65 Kilometer südsüdöstlich von Chieti entfernt, gehört zur Comunità montana Alto-Vastese und grenzt unmittelbar an die Provinz Campobasso (Molise). Im Osten der Gemeinde fließt der Trigno.

## Geschichte
Im 14. Jahrhundert wurde der Ort als castrum Guidonum erstmals erwähnt.